# Ottmaring (Buchhofen)
Ottmaring ist ein Gemeindeteil der Gemeinde Buchhofen im niederbayerischen Landkreis Deggendorf.

## Lage
Das Pfarrdorf Ottmaring liegt im Gäuboden etwa zwei Kilometer nordöstlich von Buchhofen.

## Geschichte
831 übergab König Ludwig der Deutsche Ottmaring dem Stift Obermünster. Am 4. Februar 1064 bestätigte König Heinrich IV. diesen Besitz.
Das Schutzrecht über Ottmaring hatten die Edlen von Hals. Seit Mitte des 12. Jahrhunderts saßen hier die Herren von Ottmaring als Ministerialen des Stifts Obermünster. Der bedeutendste unter den Inhabern der Herrschaft Ottmaring war Schweicker von Ottmaring, der 1331 bis 1332 Rat und Geldgeber von Herzog Heinrich dem Natternberger war. Nach dem Aussterben der Herren von Ottmaring Ende des 14. Jahrhunderts folgten ihnen die Edlen von Resch.
Nach deren Aussterben kam die Hofmark Ottmaring durch Heirat der Witwe Anna Resch geb. von Puchberg zu Winzer im Jahr 1501 an Heinrich Starzhausen zu Oberlauterbach. Bis 1764 blieben die Starzhausen Inhaber der Hofmark Ottmaring. Am 19. März 1764 erlosch mit dem Tod von Johann Reichhard Wenzeslaus Reichsfreiherr von Starzhausen der männliche Stamm der reichsfreiherrlichen Starzhausener Linie.
1786 erwarb die verwitwete Kurfürstin Maria Anna von Franz Xaver von Leyden die Herrschaft und übergab sie ihrem Stift Damenstift in Osterhofen. Beim Verkauf des Damenstifts an den bayerischen Staat im Jahr 1833 fiel Ottmaring an diesen. Daneben führte weiterhin das Stift Obermünster eine Propstei in Ottmaring, die noch 1752 bestand und den Grafen von Thun gehörte. Sie wurde zuletzt durch einen Kämmerer und einen Gerichtsdiener verwaltet.
Die Gemeinde Ottmaring wurde 1818/21 aus dem gleichnamigen Steuerdistrikt gebildet. Ihre drei Gemeindeteile waren Ottmaring, Manndorf und Nindorf. Im Jahr 1961 hatte sie eine Fläche von 717,69 Hektar und 454 Einwohner, davon 267 im Kirchdorf Ottmaring. Sie wurde am 1. Mai 1978 im Zuge der Gebietsreform in Bayern nach Buchhofen eingemeindet.

## Sehenswürdigkeiten

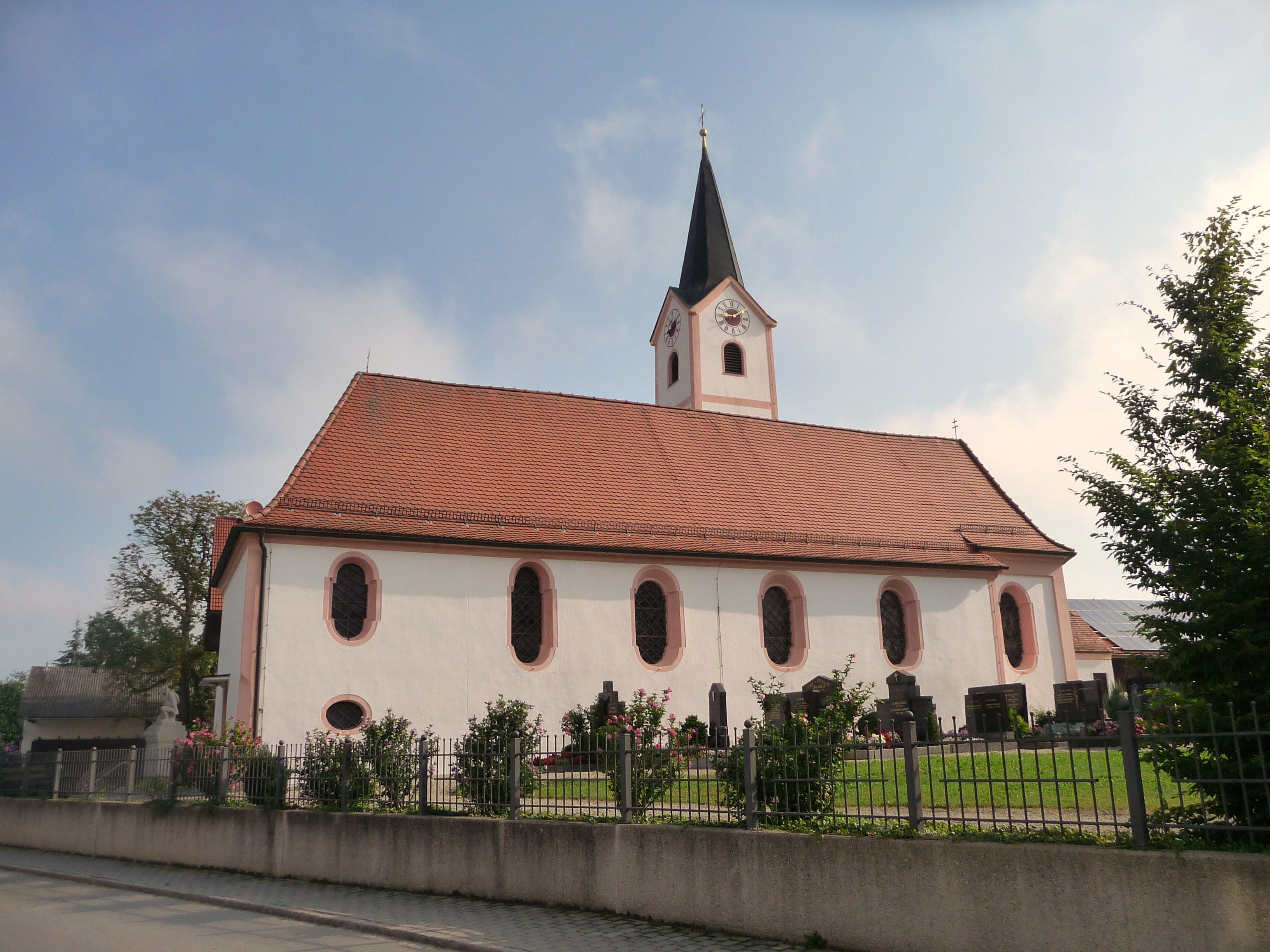
Die Expositurkirche St. Johannes

- Das Schloss, ein Renaissancebau mit zwei Ecktürmen aus dem Jahr 1582 und der größte Teil der dazugehörigen Grundstücke wurde schon um 1790 an einen Privaten verkauft. Das Bräuhaus wurde in ein Wirtshaus umgewandelt.
- Eine Kirche stand vermutlich schon im 12. und 13. Jahrhundert im Ottmaring. Sie war eine Filialkirche von Kirchdorf bei Osterhofen und ab 1865 von Wisselsing. Die Expositur Ottmaring wurde 1902 errichtet. Die Expositurkirche St. Johannes der Täufer ist größtenteils barock mit gotischen Teilen. Der Hochaltar wurde 1664 und 1760 erneuert.
- Des Weiteren schmücken viele historische Bauernhöfe, wie z. B. der Kammerbauer-, Moser- oder Passauerhof das Dorf.

## Bildung und Erziehung
Seine erste Schule erhielt der Ort Anfang des 19. Jahrhunderts, und bis heute wird die Grundschule Ottmaring besucht.

## Vereine
- Freiwillige Feuerwehr Ottmaring
- Tennisclub Ottmaring e. V.
- Krieger- und Reservistenkameradschaft Ottmaring
- Kulturverein Ottmaring e. V.
- Schützenverein Hubertus Ottmaring
- Kath. Frauenbund
- Kath. Landjugend Ottmaring
- Theaterverein Ottmaring